# Índice de área foliar

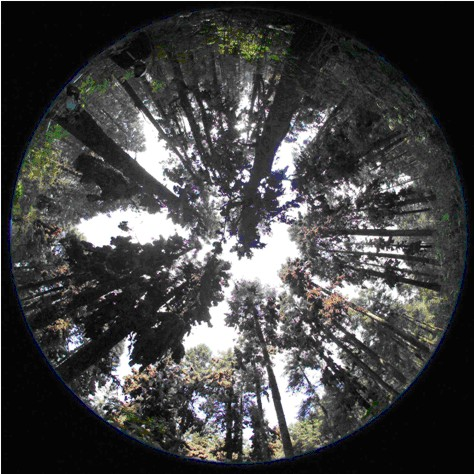
Fotografía hemisférica del hábitat de descanso invernal en la Reserva de la Biosfera Monarca, México.

El índice de área de la hoja (LAI) es una cantidad adimensional que caracteriza la canopia (doseles) de las plantas. Se define como la cantidad de área foliar por unidad de área de superficie de tierra (LAI (por sus siglas en inglés) = superficie foliar/ área de tierra que abarca ese vegetal, m² / m²)

## Interpretación y aplicación de LAI
LAI se utiliza para predecir la producción primaria fotosintética, evapotranspiration y como herramienta de referencia para crecimiento de cultivo. LAI juega una función esencial en la producción ecológica teórica. Una relación exponencial inversa entre LAI y la intercepción de luz, que es linealmente proporcional con la producción primaria, se establece como:[cita requerida]
Donde Pmax designa la producción primaria máxima y c el coeficiente específico de crecimiento. Esta función exponencial inversa es llamada función de producción primaria.

## Determinar el LAI

### Método indirecto
Los métodos indirectos para estimar el LAI in situ se pueden dividir en dos categorías:
1. Mediciones LAI de contacto indirecto, como plomada y cuadrantes de puntos inclinados [cita requerida]
2. Mediciones indirectas sin contacto

Debido a la subjetividad y el trabajo que implica el primer método, normalmente se prefieren las mediciones indirectas sin contacto. Herramientas LAI sin contacto, como fotografía hemisférica, Analizador de dosel de plantas Hemiview de Delta-T Devices, Analizador de dosel de plantas CI-110 de CID Bio-Science, Analizador de dosel de plantas LAI-2200 de LI-COR Biosciences y el ceptómetro LP-80 LAI de Decagon Devices miden el LAI de forma no destructiva. Los métodos de fotografía hemisférica estiman el LAI y otros atributos de la estructura del dosel a partir del análisis de fotografías de ojo de pez que miran hacia arriba tomadas debajo del dosel de la planta. El LAI-2200 calcula el LAI y otros atributos de la estructura del dosel a partir de mediciones de radiación solar realizadas con un sensor óptico de gran angular. Las mediciones realizadas por encima y por debajo del dosel se utilizan para determinar la interceptación de la luz del dosel en cinco ángulos, a partir de los cuales se calcula el LAI mediante un modelo de transferencia radiativa en los dosel vegetativo. El LP-80 calcula el LAI midiendo la diferencia entre los niveles de luz sobre el dosel y al nivel del suelo, y teniendo en cuenta la distribución del ángulo de la hoja, el ángulo del cenit solar y el coeficiente de extinción de la planta. Dichos métodos indirectos, donde el LAI se calcula basándose en observaciones de otras variables (geometría del dosel, intercepción de luz, largo y ancho de las hojas, etc.) son generalmente más rápidos, susceptibles de automatización y, por lo tanto, permiten un mayor número de muestras espaciales. para ser obtenido. Por razones de conveniencia, en comparación con los métodos directos (destructivos), estas herramientas son cada vez más importantes.

### Desventajas de los métodos
La desventaja del método indirecto es que, en algunos casos, puede subestimar el valor de LAI en copas muy densas, ya que no tiene en cuenta las hojas que se apoyan entre sí, y esencialmente actúa como una hoja de acuerdo con los modelos teóricos de LAI. La ignorancia de la no aleatoriedad dentro de las marquesinas puede causar una subestimación del LAI hasta en un 25%, la introducción de la distribución de la longitud del camino en el método indirecto puede mejorar la precisión de medición del LAI.